# Dakshin Barasat
Dakshin Barasat é um vilarejo situado a aproximadamente quarenta quilômetros ao nordeste da cidade de Calcutá, no estado de Bengala Ocidental, na Índia. O código postal da área é 743372, este compartilhado com os vilarejos de Nabagram, Baharu Kshetra, Amratala e Khakurdaha. O vilarejo é cortado por uma linha de trem, que possui uma estação no local, esta localizada entre as estações de Baharu e Hogla.